# Liste des îles des Kiribati

Les îles des Kiribati se répartissent en 32 atolls groupés en trois archipels qui sont les îles Gilbert, les îles Phœnix et les îles de la Ligne. À ces atolls, il faut rajouter l'île de Banaba qui ne fait partie d'aucun archipel car étant isolée à l'ouest des îles Gilbert, à proximité de Nauru. Elle peut être rattachée aux îles Gilbert.
Hormis Banaba, ces 32 atolls sont composés de plusieurs îlots coralliens dont certains, tels ceux formant la capitale Tarawa-Sud, ont été reliés entre eux par des chaussées ou des ponts.
La plus grande île est Christmas avec 321 km2 tandis que les plus petites, Birnie et Vostok, ne mesurent que 0,2 km2 de superficie,. En 2005, l'île la plus peuplée est Tarawa avec 45 989 habitants tandis que douze îles, Birnie, Enderbury, Flint, Malden, Manra, McKean, Millénaire, Nikumaroro, Orona, Rawaki, Starbuck et Vostok, sont inhabitées, celle comptant la plus petite population étant l'île Canton avec 41 habitants,.

## Liste des îles
| Nom        | Archipel         | Superficie (km2), | Population (2005), |
| ---------- | ---------------- | ----------------- | ------------------ |
| Abaiang    | Îles Gilbert     | 17,48             | 5 502              |
| Abemama    | Îles Gilbert     | 27,37             | 3 404              |
| Aranuka    | Îles Gilbert     | 11,61             | 1 158              |
| Arorae     | Îles Gilbert     | 9,48              | 1 256              |
| Banaba     | Aucun            | 6,29              | 301                |
| Beru       | Îles Gilbert     | 17,65             | 2 169              |
| Birnie     | Îles Phœnix      | 0,20              | 0                  |
| Butaritari | Îles Gilbert     | 13,49             | 3 280              |
| Île Canton | Îles Phœnix      | 9,15              | 41                 |
| Christmas  | Îles de la Ligne | 388,39            | 5 115              |
| Enderbury  | Îles Phœnix      | 5,10              | 0                  |
| Flint      | Îles de la Ligne | 3,20              | 0                  |
| Kuria      | Îles Gilbert     | 15,48             | 1 082              |
| Maiana     | Îles Gilbert     | 16,72             | 1 908              |
| Makin      | Îles Gilbert     | 7,89              | 2 385              |
| Malden     | Îles de la Ligne | 39,30             | 0                  |
| Manra      | Îles Phœnix      | 4,40              | 0                  |
| Marakei    | Îles Gilbert     | 14,13             | 2 741              |
| McKean     | Îles Phœnix      | 0,60              | 0                  |
| Millénaire | Îles de la Ligne | 3,80              | 0                  |
| Nikumaroro | Îles Phœnix      | 4,10              | 0                  |
| Nikunau    | Îles Gilbert     | 19,08             | 1 912              |
| Nonouti    | Îles Gilbert     | 19,85             | 3 179              |
| Onotoa     | Îles Gilbert     | 15,62             | 1 644              |
| Orona      | Îles Phœnix      | 3,90              | 0                  |
| Rawaki     | Îles Phœnix      | 0,50              | 0                  |
| Starbuck   | Îles de la Ligne | 16,20             | 0                  |
| Tabiteuea  | Îles Gilbert     | 37,63             | 4 898              |
| Tabuaeran  | Îles de la Ligne | 33,73             | 2 539              |
| Tamana     | Îles Gilbert     | 4,73              | 875                |
| Tarawa     | Îles Gilbert     | 31,02             | 45 989             |
| Teraina    | Îles de la Ligne | 9,55              | 1 155              |
| Vostok     | Îles de la Ligne | 0,20              | 0                  |
| Kiribati   |                  | 80 784            | 92 533             |